# Nils Verkooijen
 (octobre 2018).
Si vous disposez d'ouvrages ou d'articles de référence ou si vous connaissez des sites web de qualité traitant du thème abordé ici, merci de compléter l'article en donnant les références utiles à sa vérifiabilité et en les liant à la section « Notes et références ».
Nils Verkooijen, né le 12 mars 1997 à Haarlem, est un acteur néerlandais.

## Filmographie

### Cinéma
- 2004 : Engel en Broer : Broer
- 2005 : Het paard van Sinterklaas de Mischa Kamp : Nils[2]
- 2006 : Worst : Jongetje
- 2007 : De Bug : Max
- 2007 : Waar is het paard van Sinterklaas? : Joris
- 2009 : Juli : Mick
- 2010 : Briefgeheim (nl) de Simone van Dusseldorp : Thomas[3]
- 2010 : Dik Trom de Arne Toonen: Viktor[4]
- 2011 : Collins Kosmos : Robin
- 2011 : New Kids Nitro (nl) : Sarcastische jongen
- 2012 : Achtste-groepers huilen niet (nl) de Dennis Bots : Joep[5]
- 2013 : Bobby en de geestenjagers (nl) de Martin Lagestee : Bobby[6]
- 2013 : Spijt! de Dave Schram : Justin[7]
- 2013 : Bro's Before Ho's (nl) de Steffen Haars et Flip van der Kuil : Jongen die film huurt[8]
- 2013 : 20 leugens, 4 ouders en een scharrelei (nl) de Hanro Smitsman : Dylan DeLahaye
- 2014 : Oorlogsgeheimen (nl) de Dennis Bots : Leo[9]
- 2014 : Dansen op de vulkaan (nl) : Maarten
- 2015 : Michiel de Ruyter de Roel Reiné : Engel de Ruyter[10]
- 2015 : Het verhaal achter Baron 1898 : Jochem
- 2016 : Knielen op een bed violen (nl) de Ben Sombogaart: Tom[11]
- 2016 : Run Free de Raynor Joshua Arkenbout[12]
- 2017 : Storm: Letters van Vuur (nl) : Dorpeling
- 2017 : Ron Goossens, Low Budget Stuntman (nl) : Lui-même[13]
- 2017 : Headbutt de Daan Bunnik[14]

### Téléfilms
- 2005 : Storm : Tom
- 2005-2008 : Keyzer & De Boer Advocaten : Tom Lommen
- 2006-2007 : Van Speijk : Billiebob Brouwers
- 2008 : S1NGLE (nl) : Jongen
- 2010-2011 : Verborgen Verhalen (nl) : Bart (2010) / Jayden (2011)
- 2011 : Seinpost Den Haag (nl) : Rudi Maasdijk
- 2011 : Hoe overleef ik? (nl) : Danny
- 2012 : Moordvrouw : Jannes Beijker
- Depuis 2012 : De vloer op jr. (nl) : Diverse rôle
- 2013 : Flikken Maastricht : Overvaller op motor
- 2014 : In Den Gulden Draeck (nl) : Hendrik Pieterse
- 2014 : Moordvrouw : Hein
- Depuis 2015 : Zwarte Tulp (nl) : Thomas Vrolijk
- 2016 : Weemoedt (nl) : Robbie Schaeffer
- 2017 : Suspects : Ricky Manders
- 2018 : Zomer in Zeeland (nl) : Jeroen
- 2018 : Flikken Rotterdam (nl) : Bendelid